# ABViewer
ABViewer – многофункциональная САПР программа для работы с DWG, DXF, PLT, STEP, IGES, STL и другими 2D и 3D файлами CAD. Позволяет создавать и редактировать чертежи с дальнейшим их сохранением в форматы AutoCAD DWG/DXF, PDF, JPG и ряд других векторных и растровых форматов.
Программа разрабатывается российской компанией CADSoftTools с 2003 года. Приложение переведено более чем на 30 языков и поддерживает свыше 50-ти векторных и растровых 2D и 3D форматов. Программа ABViewer также включена в «Единый реестр российских программ для электронных вычислительных машин и баз данных».

## История
Ранняя версия ABViewer представляла собой просмотрщик изображений, который осуществлял объединение файлов САПР форматов, хранение изображений в буфере обмена в формате BMP, EMF, а также печать группы файлов. Первоначально программа поддерживала 20 языков и была доступна в двух версиях: Standard и Professional. В 2007 ABViewer был уже не только просмотрщиком, а представлял собой единый инструмент для просмотра, редактирования и конвертации файлов. Приложение обладало всеми инструментами профессионального редактора и поддерживало операции, которые обычно используются для выполнения проектных работ. В качестве конвертера программа ABViewer делала возможным также преобразование выбранной части изображения.

## Функциональные возможности

### Просмотр
ABViewer обеспечивает просмотр чертежей в формате 2D и 3D. Поддерживается работа со слоями и листами чертежа; доступно изменение позиции чертежа на экране: масштабирование, вращение 3D моделей, а также изменение вида и режима отображения чертежа, навигация по файлам посредством окна «Эскизы»; возможность скрывать/отображать тексты и размеры; измерение чертежей (в 2D и 3D режимах). Программа позволяет не только просматривать чертежи, но и открывает доступ к свойствам и структуре чертежа.Также есть возможность построения сечений 3D-моделей.

### Редактирование
В режиме «Редактор» можно создавать чертежи с нуля и редактировать уже имеющиеся файлы. для работы с CAD чертежами: инструменты рисования (добавление примитивов); инструменты редактирования (для работы с уже созданными чертежами); различные виды привязки; работа с блоками и файлами внешних ссылок.

### Сохранение и печать
Программа ABViewer позволяет сохранять, а также распечатывать чертежи: сохранение в векторные и растровые форматы; конвертация файлов DWG/DXF в G-код; расширенные настройки печати (печать на нескольких листах, предварительный просмотр, параметры листа). Доступны групповые операции над файлами: групповая обработка и групповая печать.

### Дополнительные возможности
Также ABViewer предоставляет дополнительные возможности по работе с чертежами: конвертация PDF в редактируемые DWG файлы, режим Redline для нанесения пометок, функция сравнения ревизий чертежей DWG/DXF, геореференцирование, работа из командной строки, поддержка LISP, а также поддержка XML.

## Поддерживаемые форматы
ABViewer позволяет просматривать более 50 векторных и растровых 2D и 3D форматов. Среди них:
| Тип                       | Формат |
| ------------------------- | --- |
| Форматы чертежей САПР     | AutoCAD DWG (все версии с 2.5 по 2018 включительно), DXF ASCII/BINARY (все версии), DWT, DWF, DXT |
| Форматы 3D моделей        | 3DS, SAT, STL, IGES (.igs), STEP (.stp), OBJ, X_T, X_B, SLDPRT, SLDASM, FSAT, SAB, SMT, IPT, IFC, GTS, TIN, ASE, B3D, GLM, GLX, GLA, LMTS, LWO, NURBS, NMF, OCT, PLY, VRML, MDC, MD2, MD3, MD5, SMD, BSP                                                                                                 |
| Форматы векторной графики | WMF, EMF, PDF, CGM, SVG, SVGZ, EPS, PS, Hewlett-Packard HPGL (PLT, HGL, HG, HPG, PLO, HP, HP1, HP2, HP3, HPGL, HPGL2, HPP, GL, GL2, PRN, SPL, RTL, PCL) |
| Форматы растровой графики | GED, RLA, RPF, CEL, PIC, CAL, CG4, GP4, GIF, CUT, PAL, DDS, FAX, HDR, IFF, ICO, EXR, IMB, JPG, JPEG, J2K, J2C, JNG, JP2, KOA, PCT, PICT, MNG, PSP, PCD, PSD, PDD, PNG, PPM, PGM, PBM, RAW, G3, BW, RGB, RGBA, SGI, RAS, TIF, TIFF, TGA, VST, ICB, VDA, WIN, BMP, RLE, DIB, WAP, WBMP, WBM, XBM, XPM, PCX |

Также программа открывает файлы из архивов: ZIP, 7z, RAR, CAB, BZIP, TAR.

## Версии
Программа ABViewer представлена в трёх версиях: Standard, Professional и Enterprise. Функциональные возможности приложения разнятся в зависимости от версии лицензии.
- ABViewer Standard представляет собой базовую версию программы по просмотру файлов САПР форматов. В данной версии доступны просмотр и конвертация 2D файлов, а также печать на нескольких листах.
- ABViewer Professional содержит полнофункциональный просмотрщик и редактор файлов CAD. Помимо функциональных возможностей версии Standard данная версия включает в себя просмотр и конвертацию 3D моделей, конвертацию чертежей DWG/DXF в G-код, редактор 2D файлов, а также режим «Пометки» (Redline), позволяющий добавлять пометки поверх чертежа без изменения исходного файла.
- ABViewer Enterprise – полная версия программы с расширенными возможностями. В ней доступны такие дополнительные функции, как конвертер PDF в DWG, сравнение файлов, а также операции по работе с группами файлов: групповая конвертация и пакетная печать.

## Локализация
Программа ABViewer полностью переведена на следующие языки: английский, венгерский,иврит, испанский, итальянский, китайский, немецкий, нидерландский, португальский, русский, финский, французский, чешский. Документация и подробная справочная система доступны на русском, английском, немецком и французском языках.